# Staatsoper (Bécs)
A Staatsoper (gyakran emlegetett nevén Wiener Staatsoper, magyarul Állami Operaház) Bécs zenei életének egyik központja.
Nézőterén 2200 látogató fér el, minden februárban a Bécsi Operabál színhelye (csak itt nyitják balról a keringőt).

## Története

### A kezdetek

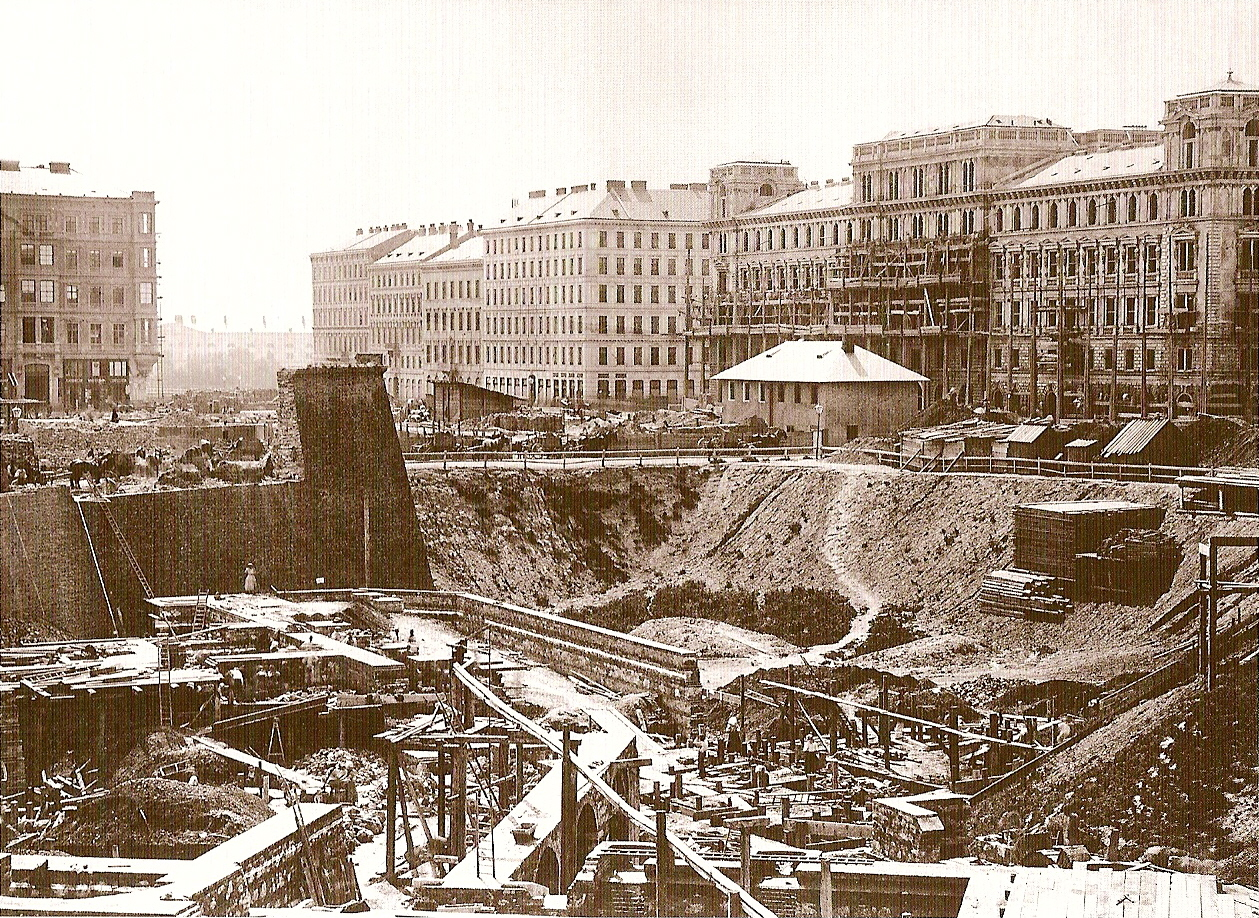
Az épület helye röviddel az építkezés megkezdése után, 1863-ban

A 19. század közepén nagyszabású tervek készültek Bécs városközpontjának megújítására, amelyek magukban foglalták – többek között – egy új operaház létesítését is. A Ringen 1861 és 1869 között August von Sicardsburg és Eduard van der Nüll tervei alapján épült meg az operaház, francia neoreneszánsz stílusban. Egyik tervező sem láthatta az épületet kész formájában, mivel az építkezés idején Van der Nüll öngyilkos lett, Sicardsburg pedig rá pár hétre szívrohamban meghalt. A Császári-királyi Udvari Operaház (K.k. Hofoper) 1869. május 25-én Mozart Don Giovanni című operájával nyitotta meg kapuit. Az első igazgató Johann Herbeck volt, aki – többek között – Goldmark Károly Sába királynője című operáját is bemutatta.

### A második világháborúig

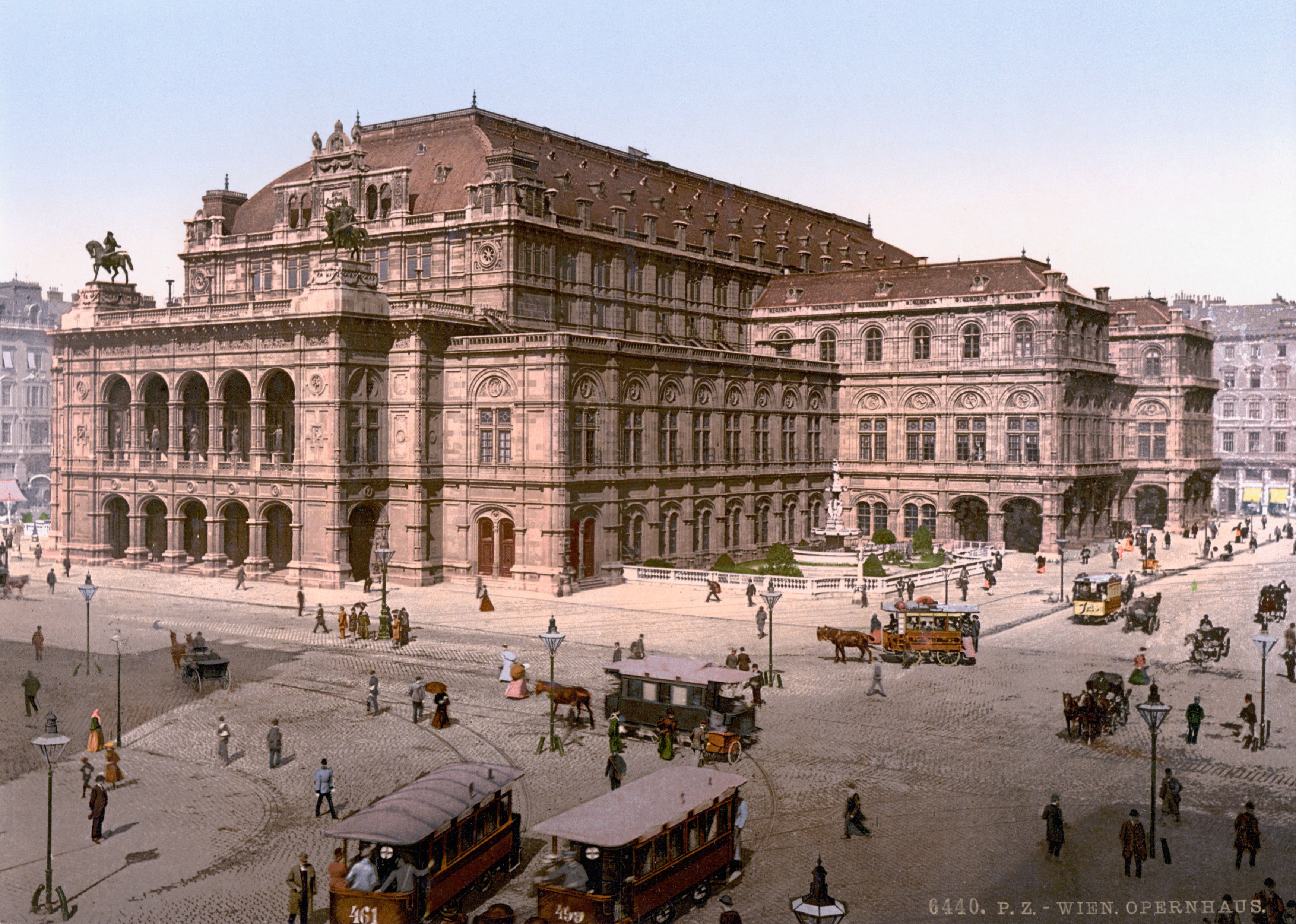
Az operaház 1900 körül

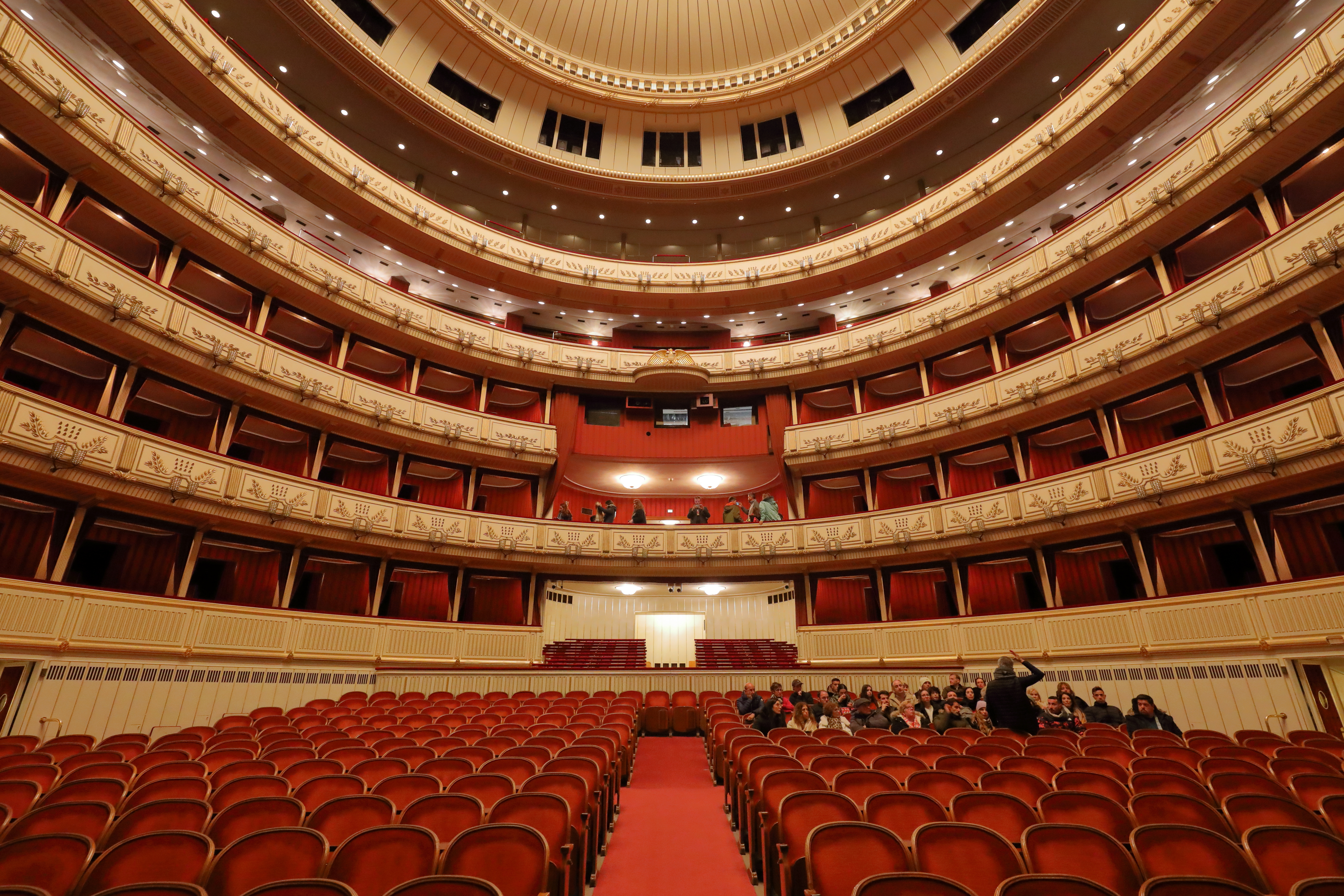
A nézőtér, háttérben az emeleten az egykori császári díszpáholy (Hofloge/Kaiserloge)

Herbeck utóda Franz Jauner volt, aki szerződtette Richter Jánost. Richter nemzetközi hírű énekkart szervezett az akkoriban Hofoper néven működő operaházban. A bécsi operaház „aranykorát” 1897 és 1907 közé teszik, ekkor az intézmény élén a híres zeneszerző, Gustav Mahler állt. Az ő utódja, Felix Weingartner, kiváló karmester volt. A Staatsoper elnevezést – kezdetben nem hivatalosan – a Monarchia széthullása és az Osztrák Köztársaság kikiáltása után, az 1920-as évek elejétől használták. Ekkoriban a főzeneigazgató – négy évig Richard Strauss-szal közösen – Franz Schalk volt. A nagy karmesterek sorában utánuk Clemens Krauss, ismét Weingartner, majd a második világháborúig Bruno Walter következett.

### A második világháború után
Bécset 1945-ben súlyos légitámadások érték, az épület romba dőlt, külsejét az eredeti tervek szerint restaurálták, és belsejét modern technikai eszközökkel újították fel. A helyreállított épületet 1955-ben Beethoven Fidelio című operájával avatták újra. Az intézmény élén – 1956-ban történt lemondásáig – a kiváló karmester, Karl Böhm állt. Azután az operát, 1964-ig a kiemelkedő dirigens, Herbert von Karajan vezette. Egyesek a bécsi operaház második aranykoráról beszéltek – mégis Karajannak az őt ért kritikák miatt kellett lemondania.

## Elnevezései története során
| Név                                                   | Dátumok                                           | Megjegyzések                                                                          |
| ----------------------------------------------------- | ------------------------------------------------- | ------------------------------------------------------------------------------------- |
| Neues Haus                                            | 1869. május 25. – 1869. szeptember 27.            |                                                                                       |
| K. K. Hof-Operntheater – Neues Haus                   | 1869. szeptember 28. – 1871. március 10.          |                                                                                       |
| K. K. Hof-Operntheater                                | 1871. március 11. – 1918. november 15.            |                                                                                       |
| Operntheater                                          | 1918. december 3. – 1938. szeptember 25.          |                                                                                       |
| Staatsoper                                            | 1938. szeptember 27. – az 1945-ös megsemmisülésig | Ezt az elnevezést nem hivatalosan már az 1920-as években is használták.               |
| Gebäude am Naschmarkt                                 | 1945 – 1955. november 5.                          | Az újjáépítés alatt az opera többek között a Theater an der Wien épületében működött. |
| Opernhaus der Stadt Wien – Wiener Staatsopernensemble | 1945. május 1. – 1945. május 31.                  | Az újjáépítés alatt az opera többek között a Volksoper Wien épületében működött.      |
| Volksoper – Wiener Staatsopernensemble                | 1945. június 1. – 1945. július 10.                |                                                                                       |
| Staatsoper im Volksoperngebäude                       | 1945. július 11. – 1946. szeptember 1.            |                                                                                       |
| Staatsoper in der Volksoper                           | 1946. szeptember 2. – 1955. július 15.            |                                                                                       |
| Wiener Staatsoper                                     | 1955. november 5. óta.                            | Miután a Staatsoper visszatért eredeti épületébe.                                     |

## Bemutatók
- Doppler Ferenc: Judith, librettó: Salomon Hermann Mosenthal (1870. december 30.)
- Goldmark Károly: Sába királynője, librettó: Salomon Hermann Mosenthal (1875. március 10.)
- Goldmark Károly: Merlin, librettó: Siegfried Lipiner (1886. április 3.)
- Josef Bayer: Die Puppenfee, koreográfus: Joseph Haßreiter, Franz Gaul (1888. október 4.)
- Ifj. Johann Strauss: Pázmán lovag, librettó: Ludwig von Dóczi (1845–1918) (Arany János nyomán) (1892. január 1.)
- Jules Massenet: Werther, librettó: Edouard Blau, Paul Milliet és Georges Hartmann, Goethe nyomán (1892. február 16.)
- Josef Bayer: Rund um Wien, koreográfus: Franz Gaul, Alfred Maria Willner (1894. október 13.)
- Goldmark Károly: A házi tücsök, librettó: Alfred Maria Willner, Charles Dickens nyomán (1896. március 21.)
- Alexander von Zemlinsky: Es war einmal …. librettó: Maximilian Singer, Holger Drachmanns azonos c. vígjátéka nyomán, karmester, rendező: Gustav Mahler (1900. január 22.)
- Goldmark Károly: Ein Wintermärchen, librettó: Alfred Maria Willner, Shakespeare nyomán (1908. január 2.)
- Franz Schreker: Das Spielwerk und die Prinzessin (1913. március 15.)
- Franz Schmidt: Notre Dame, librettó: Leopold Wilk, Franz Schmidt Victor Hugo nyomán (1914. április 1.)
- Richard Strauss: Ariadné Naxosz szigetén, librettó: Hugo von Hofmannsthal, karmester: Franz Schalk (1916. október 4.)
- Richard Strauss: Az árnyék nélküli asszony, librettó: Hugo von Hofmannsthal, karmester: Franz Schalk (1919. október 10.)
- Richard Strauss: Schlagobers, balett, karmester: Richard Strauss, koreográfus: Heinrich Kröller, Bühnenbild (1924. május 9.)
- Igor Strawinsky: Oedipus Rex, librettó: Jean Cocteau und Jean Daniélou, karmester: Franz Schalk, rendező: Lothar Wallerstein (1928. február 23.)
- Mozart: Idomeneo, Lothar Wallerstein és Richard Strauss felújítása (1931. április 16.)
- Egon Wellesz: Die Bakchantinnen, librettó: Egon Wellesz Euripides nyomán (1931. június 20.)
- Julius Bittner: Das Veilchen, karmester: Clemens Krauss (1931. december 8.)
- Lehár Ferenc: Giuditta, librettó: Paul Knepler és Fritz Löhner-Beda, karmester: Lehár Ferenc (1934. január 20.)
- Franz Salmhofer: Dame im Traum, szövegkönyv: Ernst Décsey und Gustav Holm (1935. december 26.)
- Alexander Steinbrecher: Der liebe Augustin. Wiener Barockballett von Margarethe Wallmann (1936. március 17.)
- Josef Wenzl-Traunfels: Die Sühne librettó: Theodor Körner nyomán (1937. február 6.)
- Marco Frank: Die fremde Frau, librettó: Friedrich Schreyvogel, Alexandre Bisson azonos c. szindarabaja alapján (1937. április 17.)
- Jaromír Weinberger: Wallenstein, librettó: Miloš Kareš Schiller drámája nyomán, német átdolgozás: Max Brod (1937. november 18.)
- Franz Salmhofer: Iwan Sergejewitsch Tarassenko (1938. március 9.)
- Rudolf Wille: Königsballade szövegkönyv: Otto Emmerich Groh (1939. február 2.)
- Rudolf Wagner-Régeny: Johanna Balk szövegkönyv: Caspar Neher (1941. április 4.)
- Rudolf Kattnigg: Hansi fliegt zum Negerkral (1942. december 18.)
- Giuseppe Piccidi: Festa Romantica, balett: Erika Hanka (1943. október 9.)
- Boris Blacher: Der Mohr von Venedig, balett: Erika Hanka Shakespeare nyomán (1955. november 29.)
- Frank Martin: Der Sturm. librettó: Shakespeare nyomán / Schlegel (1956. június 17.)
- Gottfried von Einem: Az öreg hölgy látogatása, librettó: Friedrich Dürrenmatt, karmester: Horst Stein, rendező: Otto Schenk, Bühnenbild: Günther Schneider-Siemssen (1971. május 23.)
- Gottfried von Einem: Kabale und Liebe, librettó: Boris Blacher és Lotte Ingrisch, Schiller nyomán, karmester: Christoph von Dohnányi, rendező: Otto Schenk (1976. december 17.)
- Alfred Schnittke: Gesualdo, librettó: Richard Bletschacher. karmester: Mystislaw Rostropowitsch. rendező: Cesare Lievi (1995. május 26.)
- Friedrich Cerha: Der Riese vom Steinfeld. librettó: Peter Turrini, karmester: Michael Boder (2002. június 15.)
- Elisabeth Naske: Die Omama im Apfelbaum, librettó: Theresia Colloredo Mira Lobes és Susi Weigls könyve nyomán (2007. április 15.)
- Aribert Reimann: Medea, librettó és zene Franz Grillparzer nyomán, karmester: Michael Boder, rendező: Marco Arturo Marelli (2010. február 28.)
- Eröd Iván: Pünktchen und Anton. (Pici és Anti) librettó: Thomas Höft, Erich Kästner nyomán, karmester: Guillermo Garcia Calvo, rend.: Matthias von Stegmann (2010. május 10.)

## Képek

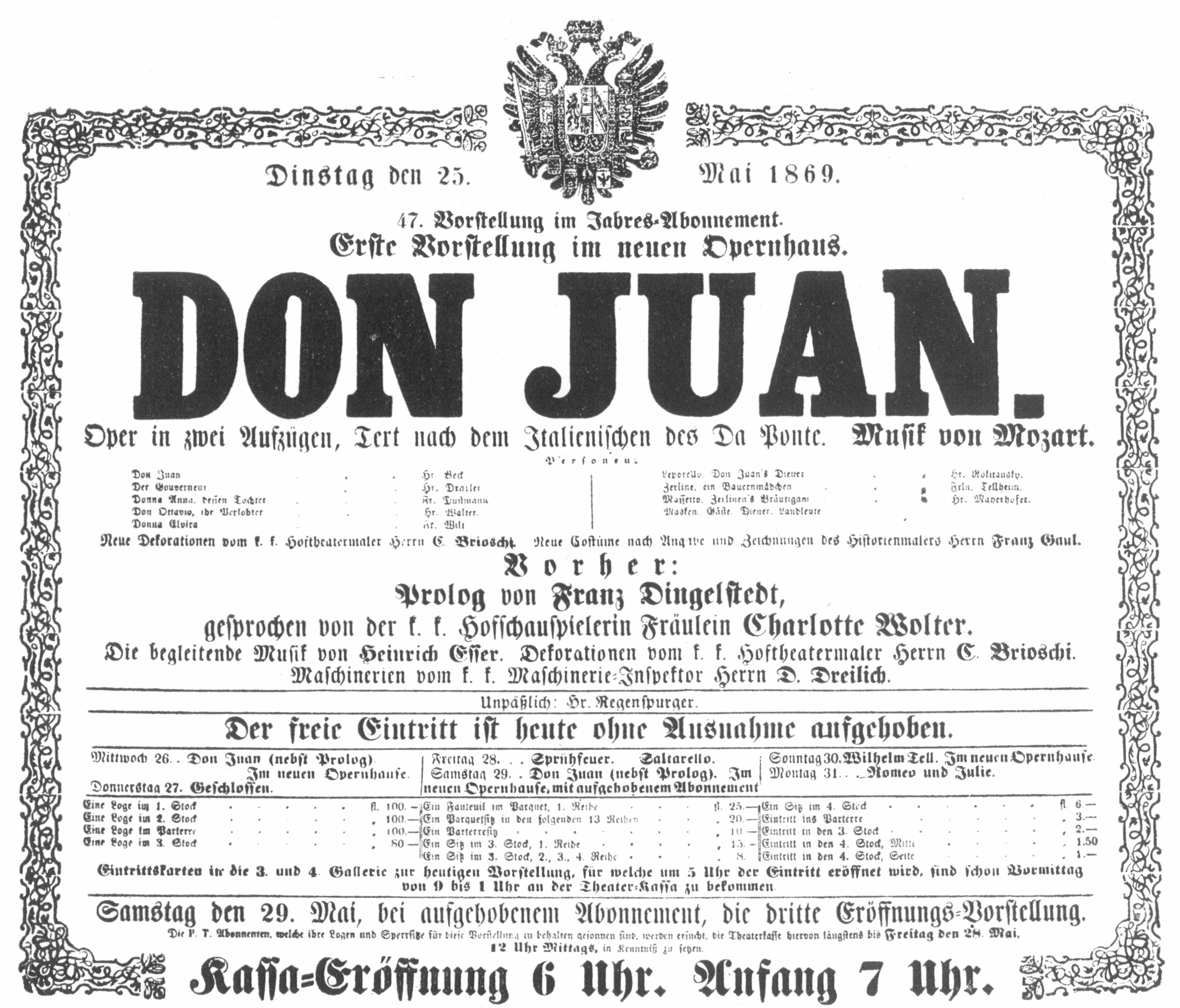
A nyitóelőadás színlapja
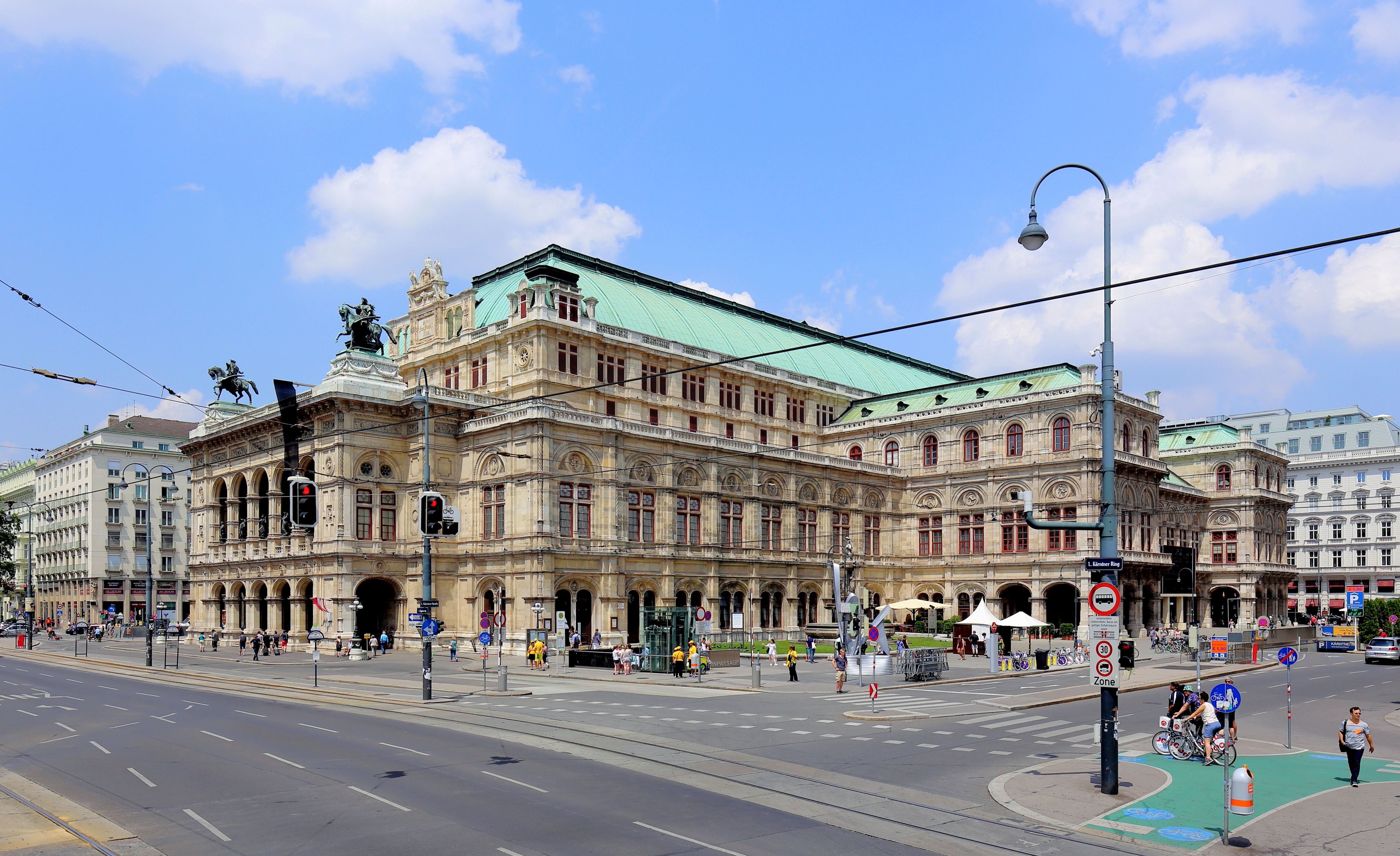
Az Opera a Kärtner Ring felől
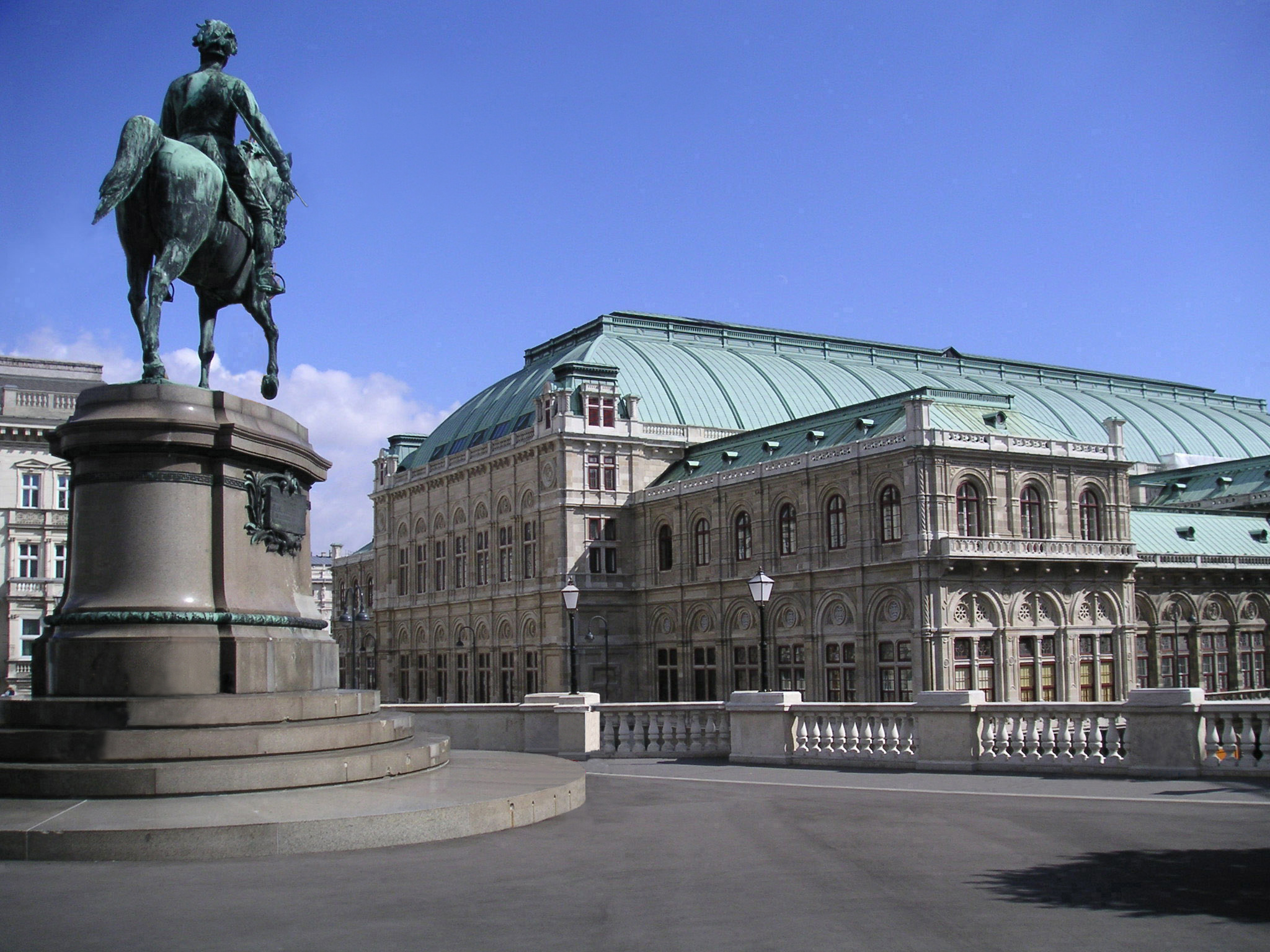
Az Opera az Albertina teraszáról
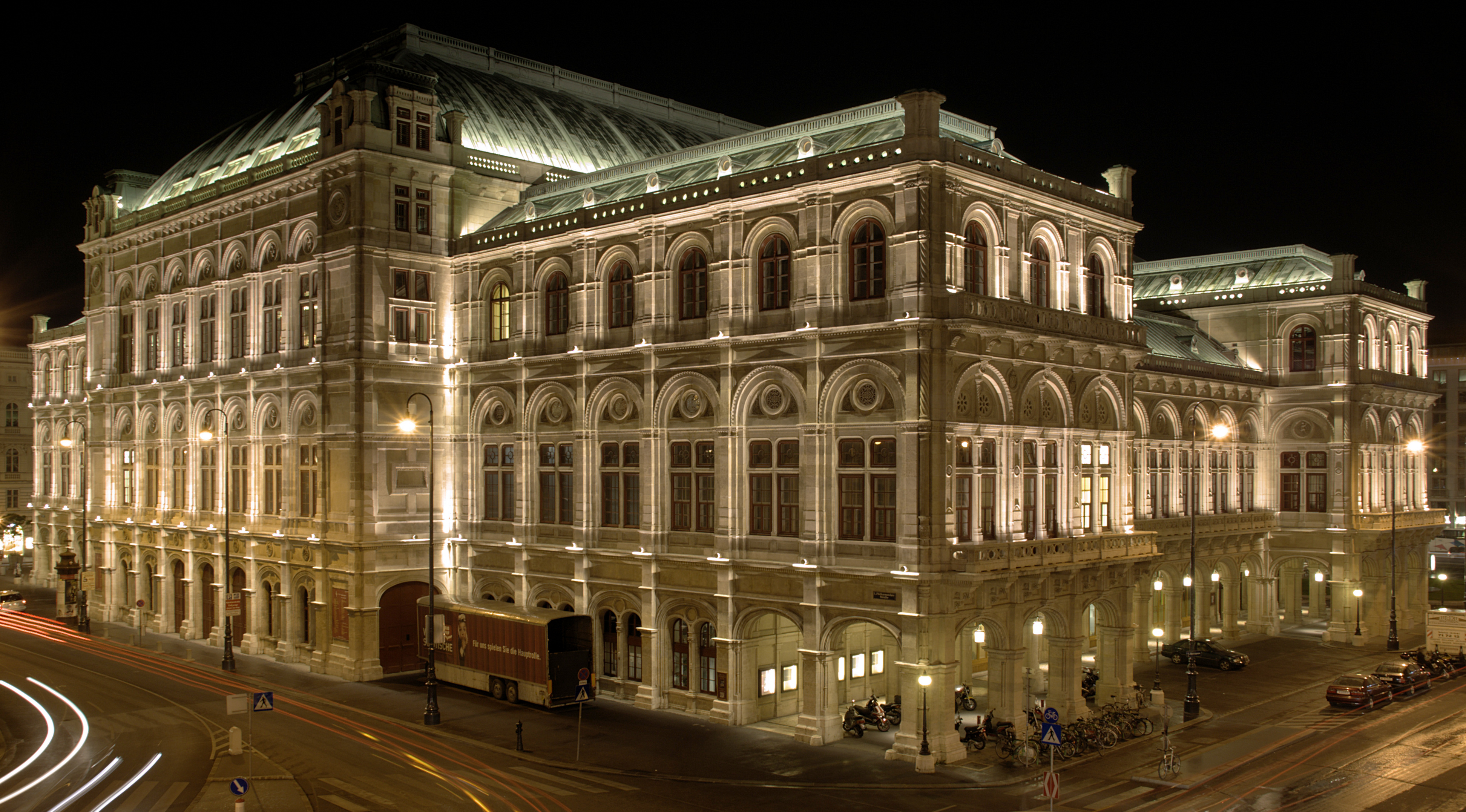
Az opera hátsó homlokzata, éjjel
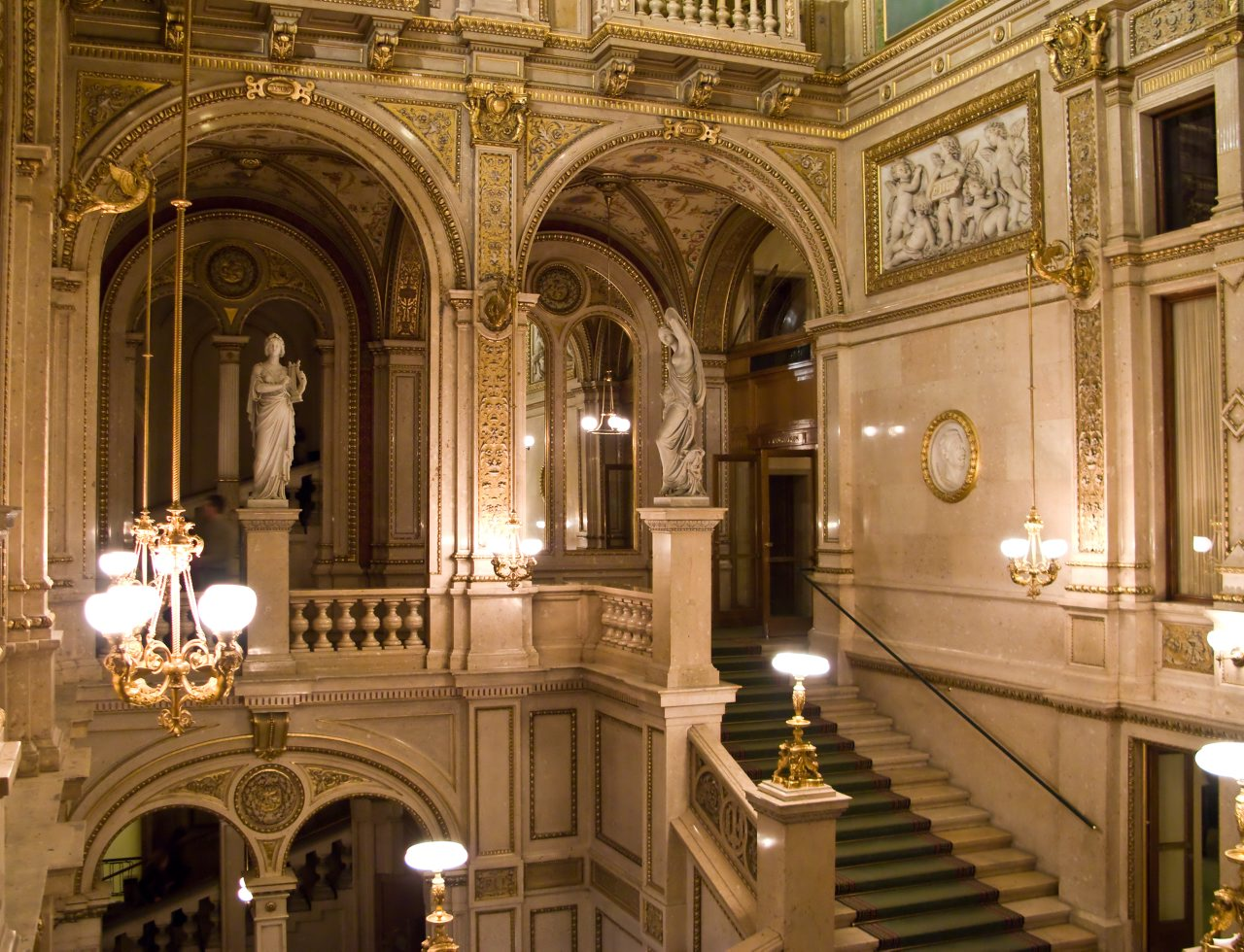
Márványléncső a főbejárat és az első emelet között
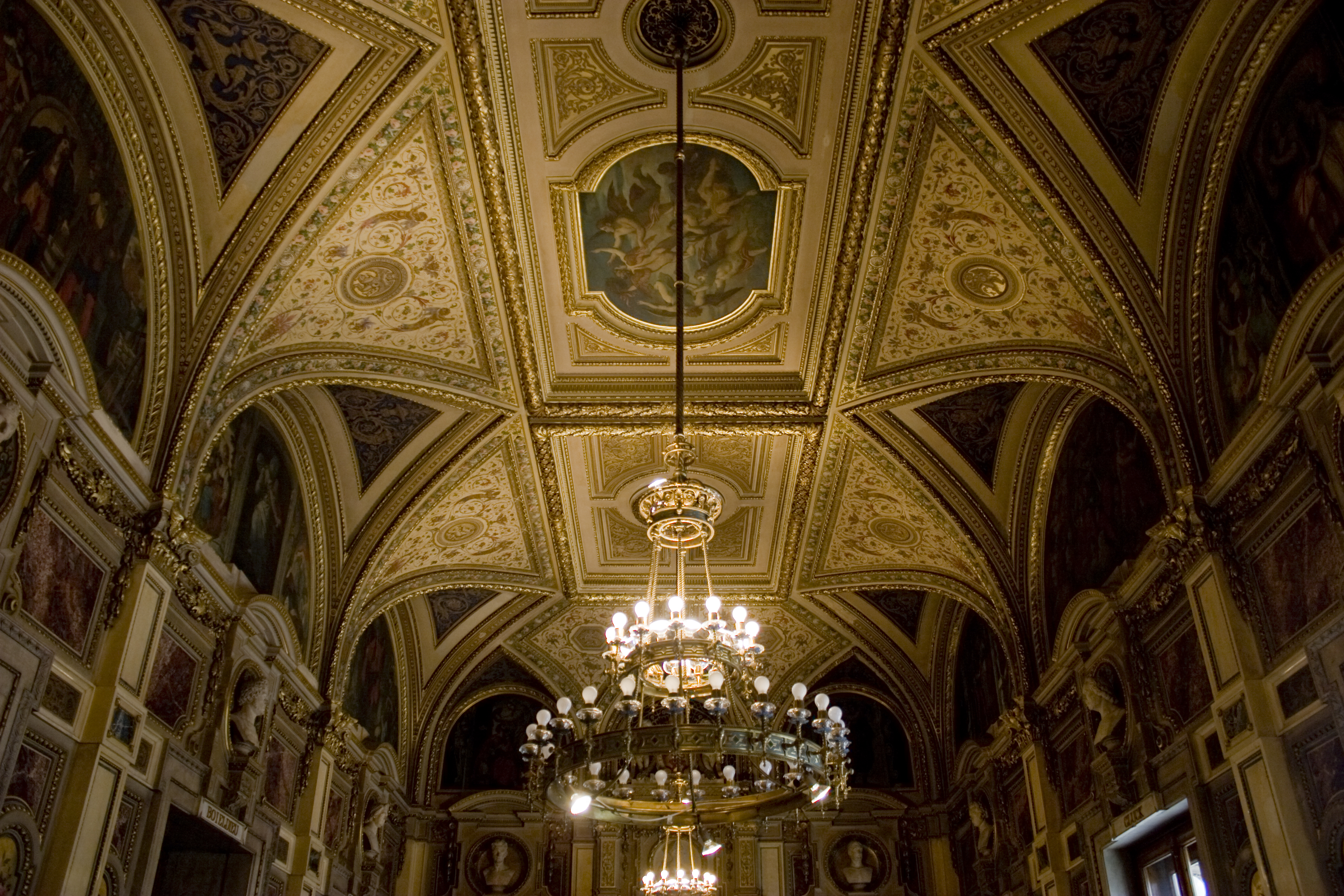
Az egyik mennyezet
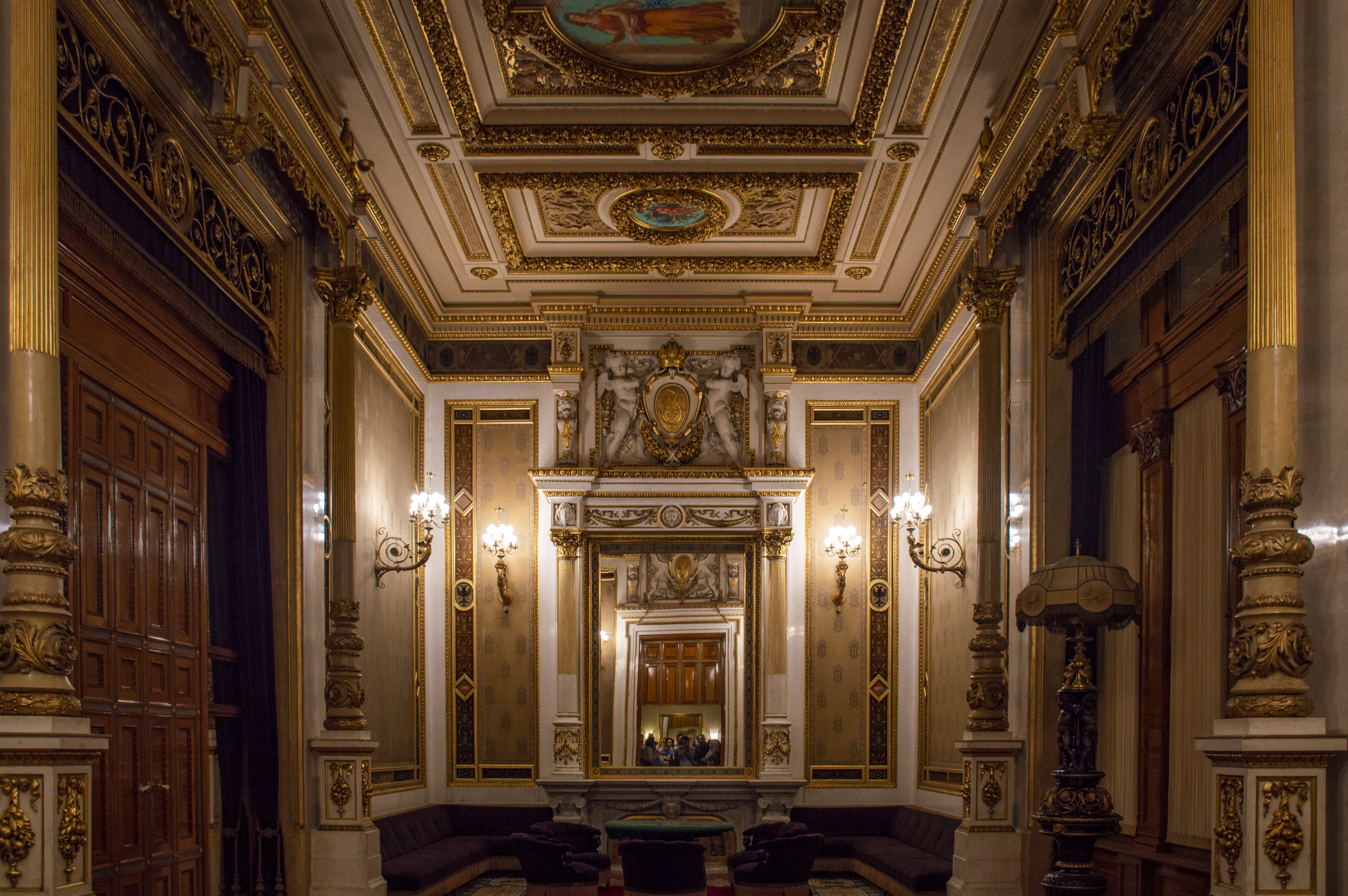
Császári magánterem
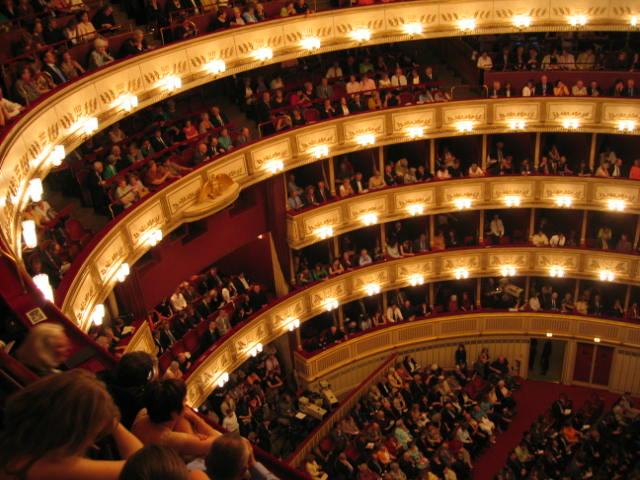
A nézőtér
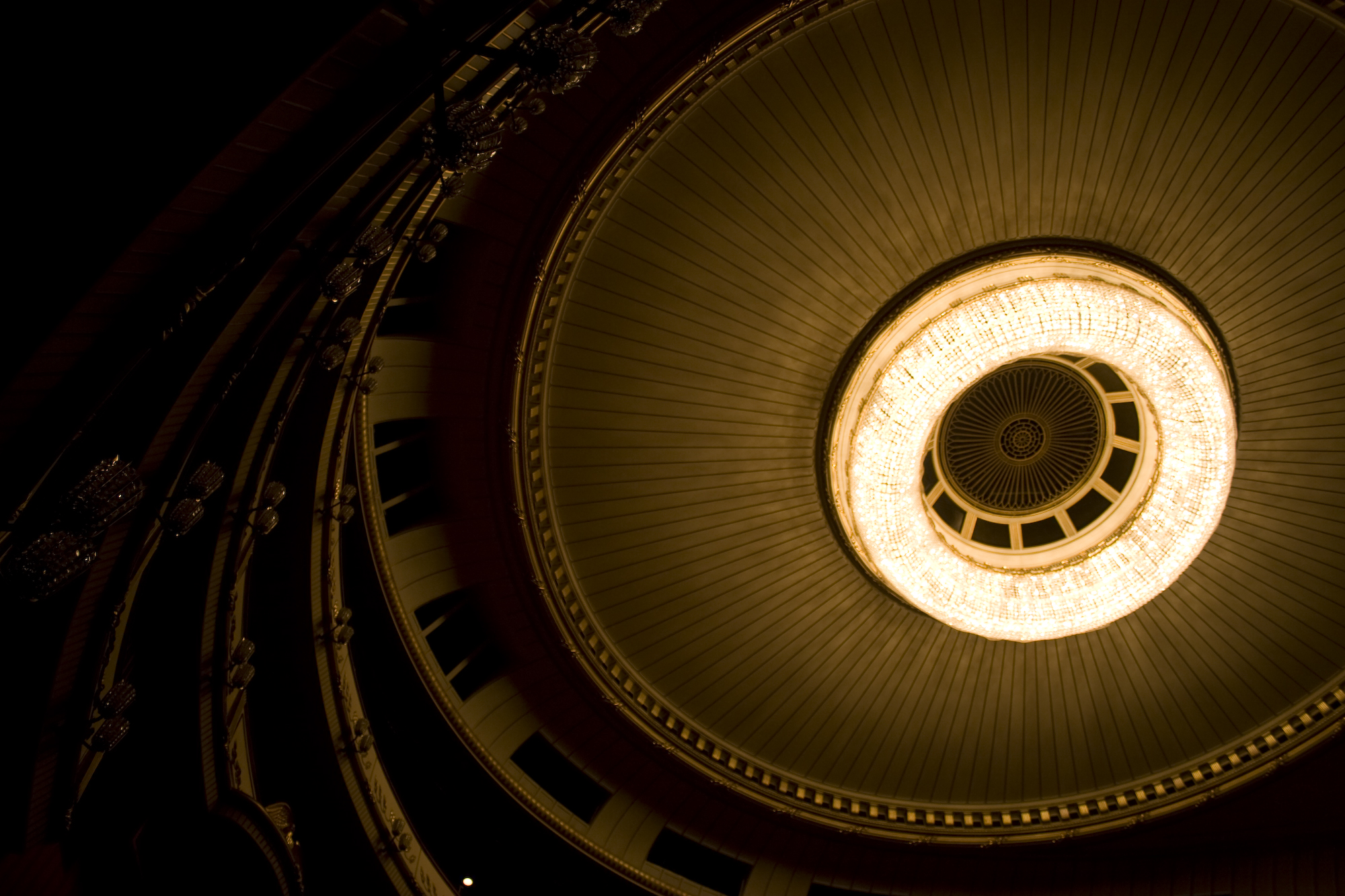
A központi csillár
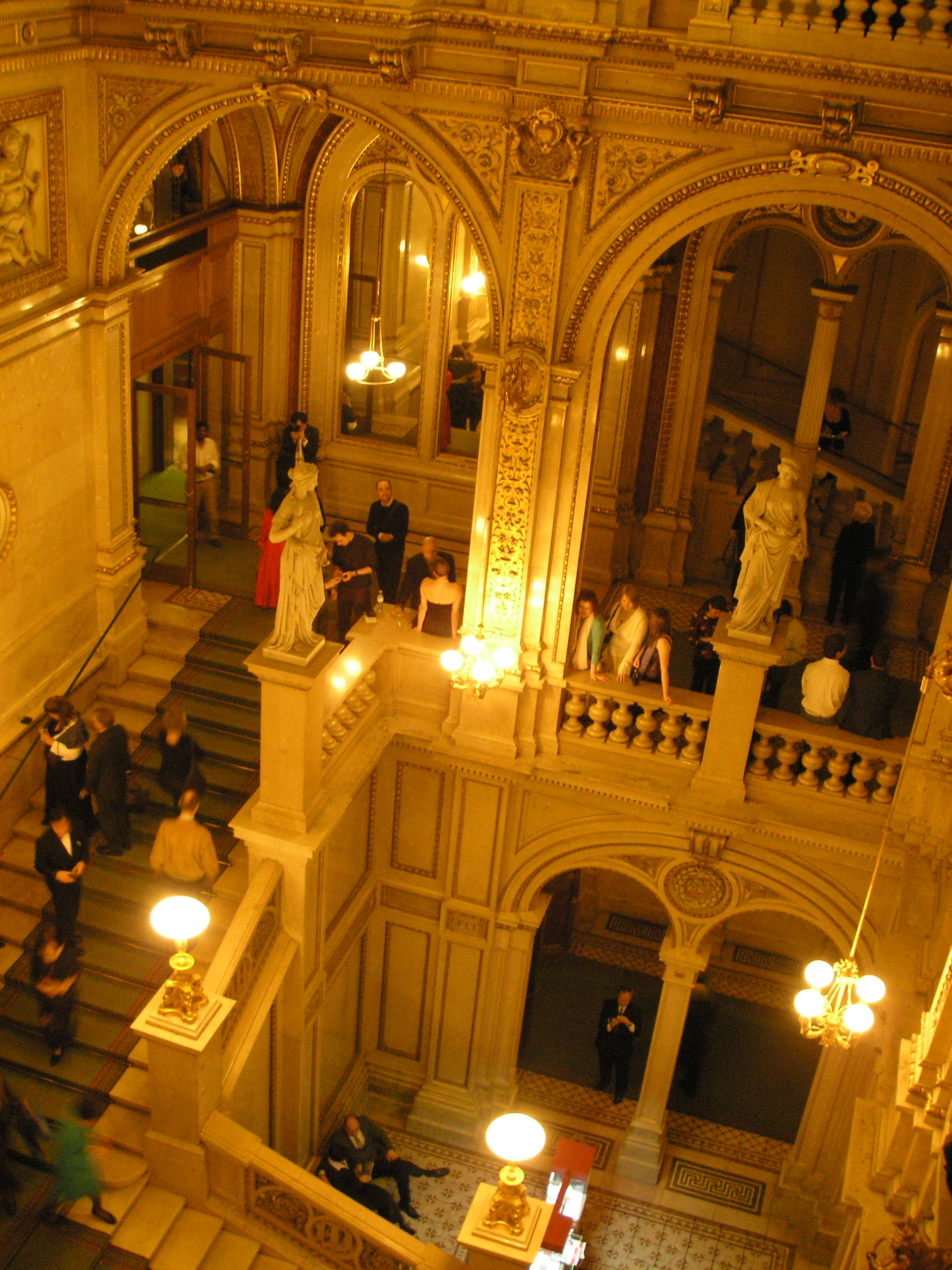
Az Operabálra várakozók találkozóhelye